# Gibil Gabib
Gibil Gabib, altresì detto Gibil-Gàbel (dall'arabo ǧabal Ḥabīb 'monte di Habib', antroponimo), è un sito archeologico posto a 5 km a sud di Caltanissetta, in Sicilia, su una collina alta 615 m e domina la valle del fiume Salso.

## Storia
Il sito è datato al VII secolo a.C. Nella metà del VI secolo a.C. il centro entra in contatto con i greci di Akragas, venendo ellenizzato e successivamente trasformato in phrourion, avamposto militare.
Gli scavi in quest'area furono iniziati alla metà dell'Ottocento dal Landolina di Rigilifi. Intorno al 1880 fu indagato da F. Cavallaro e da Antonino Salinas. Gli scavi vennero ripresi con maggiore vigore negli anni cinquanta del secolo scorso, con le ricerche condotte da Dinu Adameșteanu. L'ultima, infine, risale al 1984.
Proprio intorno alla metà del Novecento vennero portati alla luce alcuni ambienti risalenti al VI secolo a.C., parti della cinta muraria e alcuni oggetti di ceramica riferibile alla facies di Castelluccio Bronzo Tardo, mentre negli anni ottanta è stato riportato alla luce un vero torrione di difesa della metà del VI secolo a.C. 
Tale scoperta si è rivelata di notevole importanza, poiché ha consentito di chiarire la destinazione delle cinte murarie rinvenute quasi trenta anni prima.

## Il sito
Dagli scavi presso gli ambienti sono stati rinvenuti vasi, oggetti di uso quotidiano, piatti e lucerne. Sono state inoltre ritrovate anche una statua di divinità fittile femminile e una testina fittile di offerente che testimoniano l'esistenza di vari spazi dedicati al culto ed alla venerazione nell'abitato. 
Ai piedi dell'altura si estendevano due necropoli da cui provengono i corredi con ceramica a figure rosse siceliota.
Principali caratteristiche del sito sono:
- Tracce di insediamenti risalenti all'epoca preistorica.
- Tracce di insediamenti indigeni risalenti al VII secolo a.C. Successivamente, tali nuclei abitati risentirono dell'influsso ellenico e in seguito (VI secolo a.C.) venne realizzata una fortificazione, che incluse al suo interno anche un edificio sacro dei primi del VI sec..
- Due necropoli collocate ai piedi della collina, dalle quali provengono alcune ceramiche dell'arte siceliota.
- Oggetti di uso quotidiano provenienti dagli insediamenti abitati, e testimonianze dell'esistenza di un culto rappresentato da una statua di divinità femminile.

I reperti di questo sito si trovano presso il Museo Archeologico di Caltanissetta.

## Galleria d'immagini

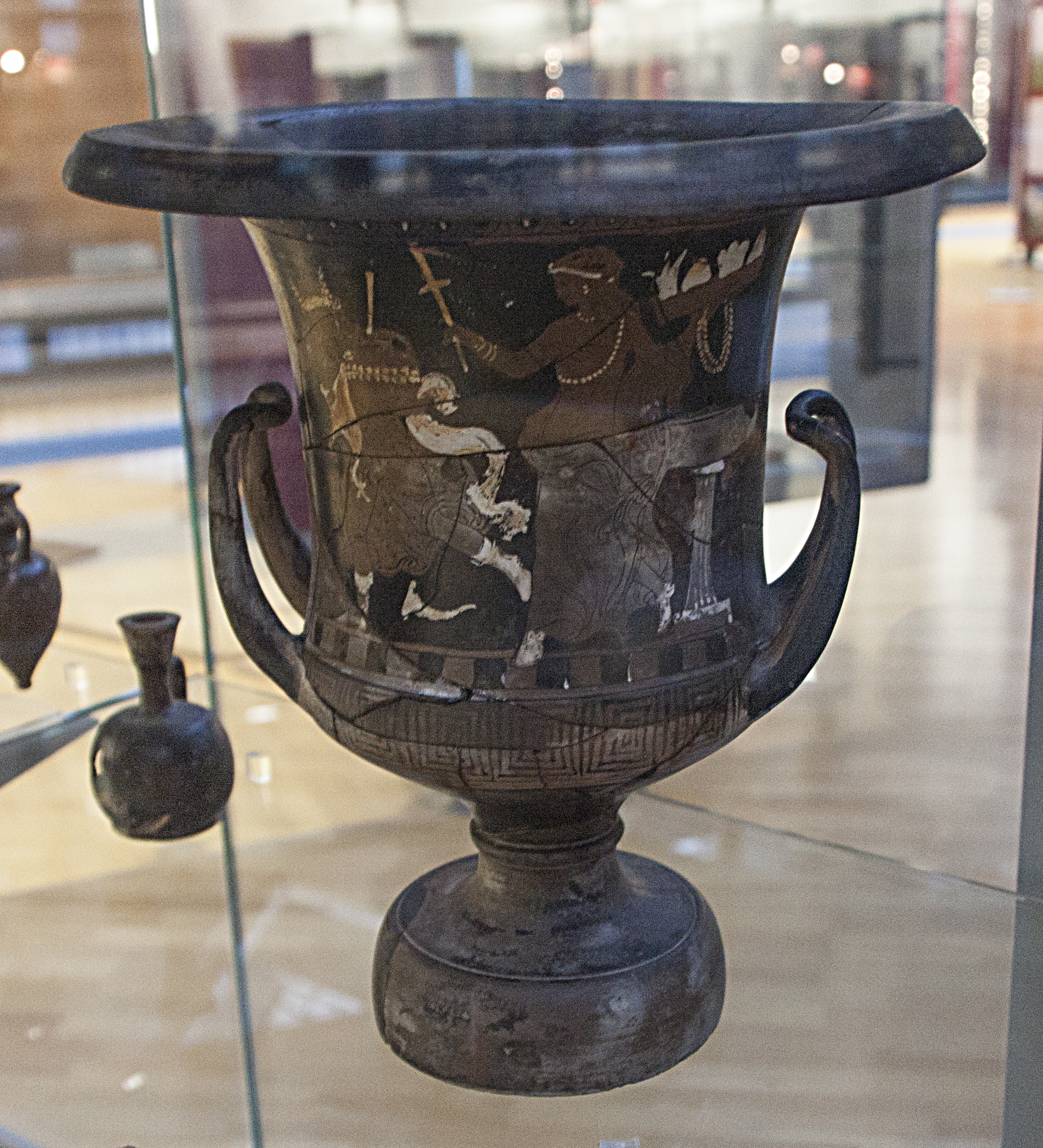
Cratere a figure rosse
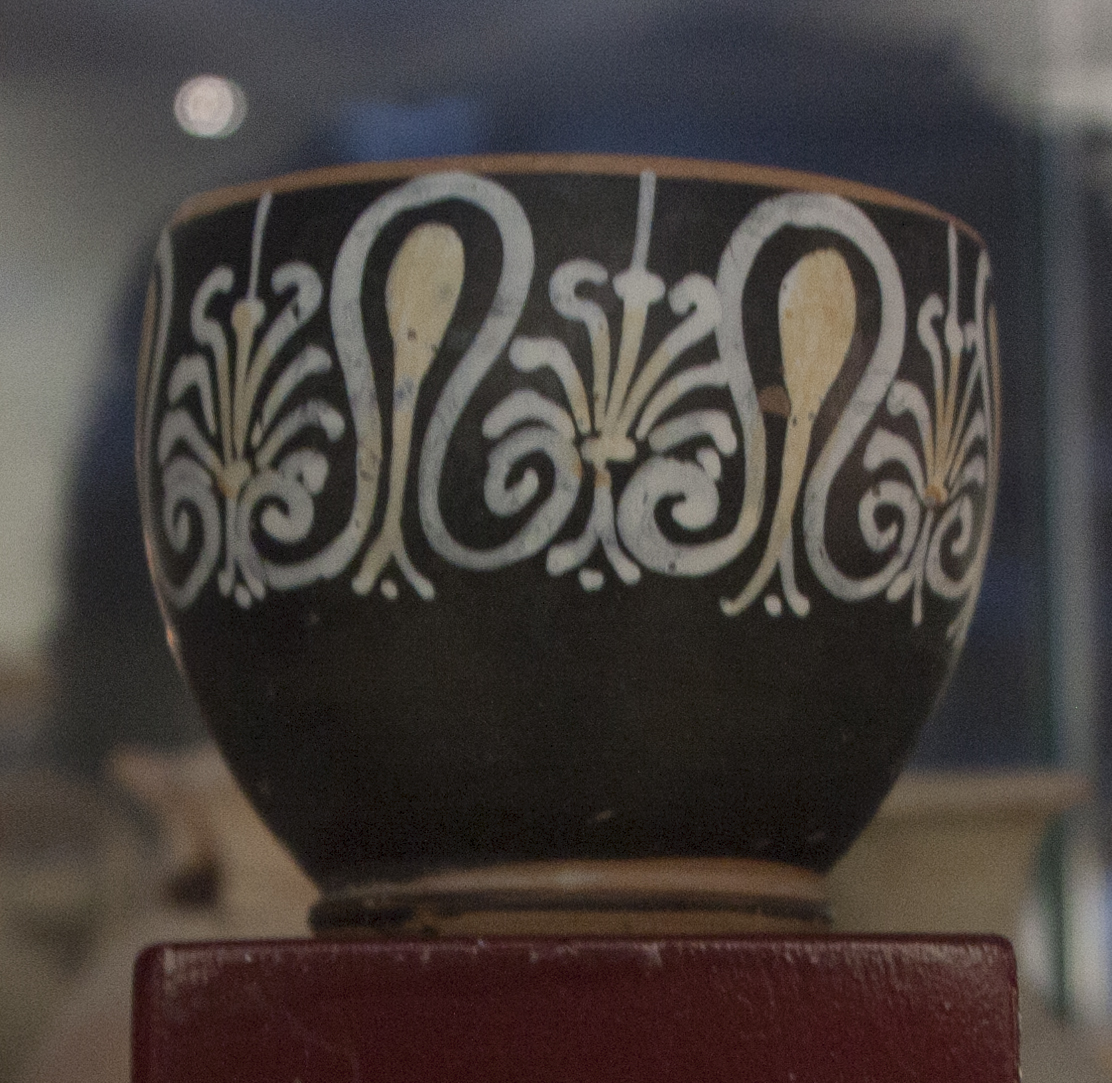
Pisside
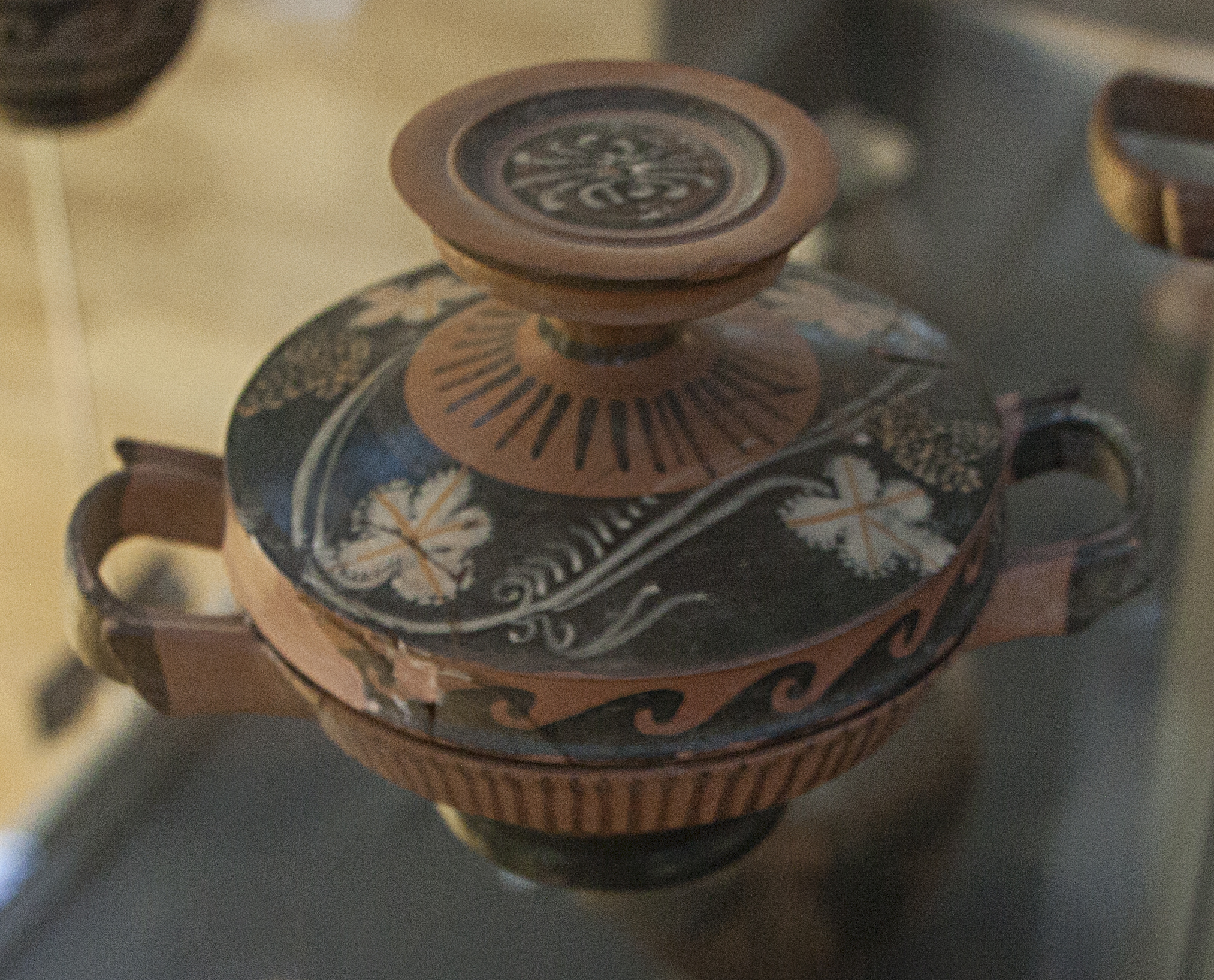
Lekythos